# 14 Andromede b
14 Andromede b (okrajšano 14 And b, latinsko tudi 14 Andromedae b, okrajšano 14 And b), uradno Spe, je zunajosončni planet, ki je od nas oddaljen približno 249 svetlobnih let v ozvezdju Andromede.
Med 186-dnevno periodo planet obkroži orjakinjo 14 Andromede na oddaljenosti 83% razdalje Zemlja-Sonce. Njegova masa je najmanj 4,8-krat mase Jupitra. Planetova tirnica ima ekscentričnost 0,0094, kar pomeni, da se njegova oddaljenost od zvezde spreminja le za 0,02 AU.

## Nomenklatura
Julija 2014 je Mednarodna astronomska unija zagnala proces za podajanje lastnih imen določenim eksoplanetom in njihovim matičnim zvezdam. Proces je vseboval javno nominiranje in glasovanje za nova imena. Decembra 2015 je IAU oznanila novo ime za planet - Spe. Zmagovalno ime je temeljilo na predlogu centra Kraljeve astronomske skupnosti Kanada iz kraja Thunder Bay); namreč 'Spes', latinsko za 'upanje'. (Spes je bila tudi rimska boginja upanja.) IAU je odobril ablativno obliko 'Spe', kar pomeni 'kjer je upanje', da bi lahko ime veljalo tudi za matično zvezdo.

## Odkritje
Predtisk o odkritju 14 Andromede b je bil 2. julija 2008 poslan elektronski zbirki arXiv. Odkrili so ga Bun'ei Sato in sodelavci z uporabo Dopplerjeve spektroskopije med pregledom neba orjakinj tipa G in K Okayama Planet Search na astrofizikalnem observatoriju Okayama.